# Charles Le Senne
Pour les articles homonymes, voir Le Senne.
Charles Étienne Lesenne dit Charles Le Senne, né le 21 avril 1848 dans l'ancien 2e arrondissement de Paris et décédé le 13 février 1901 dans le 9e arrondissement, est un avocat et un homme politique français.

## Biographie
Fils d'avocat, avocat à son tour à partir de 1875, il devient l'avocat-conseil de la société des gens de lettres, de la société des auteurs dramatiques, des artistes peintres et des éditeurs de musique. Il est spécialisé en propriété littéraire et artistique et en droit de la presse. Boulangiste, il est également avocat des journaux boulangistes. 
Il est député boulangiste de la Seine de 1889 à 1898, se faisant réélire comme socialiste révolutionnaire en 1893.
Il est inhumé au cimetière du Père-Lachaise (62e division)

## Sources
- « Charles Le Senne », dans le Dictionnaire des parlementaires français (1889-1940), sous la direction de Jean Jolly, PUF, 1960 [détail de l’édition]